# Wess (Sänger)
Wess (eigentlich: Wesley Johnson; * 13. August 1945 in Winston-Salem; † 21. September 2009 ebenda) war ein italienischer Sänger und Bassist.

## Leben und Wirken
Wess wurde in North Carolina geboren und wuchs in New York City auf. In den 1960er Jahren wurde er E-Bassist der Rhythm-and-Blues-Band Rocky Roberts & The Airedales, die internationale Erfolge feierte. Nach seinem Ausscheiden aus der Band kam Wess 1966 nach Italien, da ihm dort ein Plattenvertrag angeboten wurde. Seine erste Single Senza luce, eine italienische Version von A Whiter Shade of Pale war bereits ein Hit.
1972 gründete er mit der Sängerin Dori Ghezzi ein Duo. Er nahm mit ihr erfolgreich beim Sanremo-Festival teil und durfte mit ihr auch für Italien beim Eurovision Song Contest 1975 antreten. Mit dem Funk-Titel Era erreichten sie den dritten Platz. Bis 1979 veröffentlichte das Duo sieben Alben.
In den 1980er Jahren betrieb Wess ein Tonstudio und eine Plattenfirma in Kanada. In den 2000er Jahren war er wieder vermehrt mit seiner Liveband unterwegs. Er verstarb 2009 plötzlich infolge eines Asthmaanfalls. Er war die Wochen zuvor auf Tournee in Kanada und den USA gewesen.